# Atarba tergata
Atarba tergata är en tvåvingeart som beskrevs av Alexander 1958. Atarba tergata ingår i släktet Atarba och familjen småharkrankar.
Artens utbredningsområde är Madagaskar. Inga underarter finns listade i Catalogue of Life.